# Stade de saut à ski de Hakuba
Le stade de saut à ski de Hakuba (en japonais : 白馬ジャンプ競技場) est un stade comprenant deux tremplins de saut à ski situé à Hakuba au Japon. Il a été construit pour les Jeux olympiques d'hiver de 1998.

## Historique
Les travaux de construction commencent en juillet 1990 et se terminent le 18 décembre 1992. Le stade de saut à ski est le premier site olympique terminé. La première compétition organisée dans ce stade est une épreuve de la Coupe du monde de saut à ski 1997, les 25 et 26 février 1997. Pendant les Jeux olympiques d'hiver de 1998, les trois épreuves de saut à ski (tremplin normal, grand tremplin, grand tremplin par équipe) et les sauts des deux épreuves de combiné nordique (tremplin normal individuel et par équipe) y sont disputées.

## Description
Le site de Hakuba est le premier du Japon à avoir un tremplin normal (point K de 90) et un grand tremplin (point K de 120) disposés côte à côte. Le stade peut accueillir environ 45 000 spectateurs. Les tremplins sont composés de structures en béton armé avec charpente métallique de 138 mètres de hauteur pour le grand et 107 mètres pour le normal.